# Тоотси (станция)
То́отси (эст. Tootsi raudteejaam) — железнодорожная станция в волости Тори на линии Таллин — Пярну. Находится на расстоянии 111,1 км от Балтийского вокзала.
На станции Тоотси расположен низкий перрон и один путь. На станции останавливались пассажирские поезда, курсировавшие между Таллином и Пярну. Из Таллина на станцию Тоотси поезд шёл 1 час и 45-52 минут.